# Hugo Haase

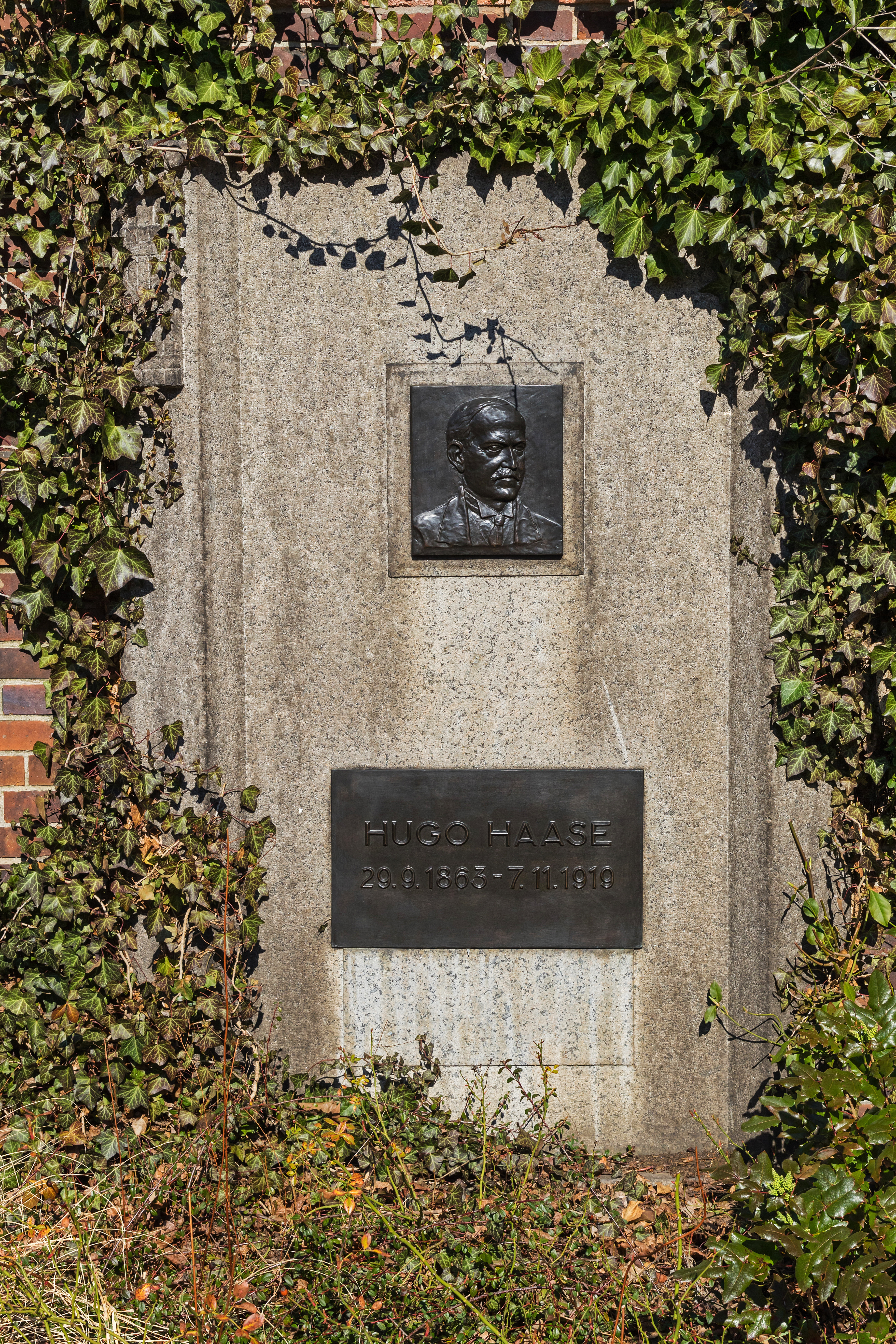
Hrob Huga Haaseho na berlínském ústředním hřbitově

Hugo Haase (29. září 1863 Allenstein, Východní Prusko – 7. listopadu 1919 Berlín) byl německý právník, politik a pacifista. Během Listopadové revoluce byl s Friedrichem Ebertem spolupředsedou Rady lidových představitelů.

## Život
Narodil se do početné rodiny židovského obchodníka a ševce Nathana Haase a jeho manželky Pauline, rozené Anker. V mládí navštěvoval gymnázium v Rastenburgu. V Königsbergu vystudoval práva a v roce 1887 vstoupil do SPD. O rok později začal pracovat jako právník. V roce 1897 byl zvolen do Reichstagu.
V mnoha případech zastupoval u soudů sociální demokraty. Během takzvaného Königsberger Geheimbundprozeß v roce 1904 zprostil viny řadu politiků, včetně pozdějšího pruského premiéra Otto Brauna. V roce 1907 byl právním poradcem Karla Liebknechta, který byl obviněn z velezrady kvůli zveřejnění jeho díla Militarismus und Antimilitarismus. V roce 1911 se stal spolupředsedou SPD (společně s Augustem Bebelem). O rok později (1912) byl opět zvolen do Reichstagu a spolu s Philippem Scheidemannem se stali předsedy poslaneckého klubu SPD. Během první světové války organizoval protiválečné manifestace.
Haase byl 8. října 1919 postřelen Johannem Vossem. Následkům zranění podlehl 7. listopadu téhož roku. Je pohřben na berlínském ústředním hřbitově.

## Rodina
Oženil se s Theou Lichtenstein (1872–1937). Z manželství vzešel syn Ernst a dcery Martha a Gertrud.